# Memorias de un hombre invisible
Memoirs of an Invisible Man (en España Memorias de un hombre invisible) es una película de ciencia ficción estrenada el 28 de febrero de 1992. Dirigida por John Carpenter, en la que sería su primera película para un gran estudio tras cuatro años de ausencia, está basada en la novela de ciencia ficción homónima escrita por H. F. Saint. Sus protagonistas principales son Chevy Chase, Daryl Hannah y Sam Neill.
La película obtuvo nominaciones en los Premios Saturn, incluyendo los de película de ciencia ficción y efectos especiales, y en el Fantasporto.

## Argumento
Nick Halloway (Chevy Chase) es un operador de bolsa al que le gustan el vino y las mujeres. En una de sus noches de juerga conoce a Alice (Daryl Hannah), una rubia despampanante, de la cual queda prendado. Pero la velada recargada de alcohol y pasión han hecho mella en Nick, quien padece una resaca terrible cuando se ve obligado a asistir a la presentación de negocios de los laboratorios Magnascopic. Escapándose de la disertación, Nick se refugia en una oficina y se despacha con una siesta... pero, cuando despierta, empieza a percatarse que algo ha ocurrido. La mitad del edificio ha desaparecido y, por lo que puede comprobar, él mismo se ha vuelto invisible. 
Al parecer la prueba de una máquina ha fallado y ha generado un campo de fuerza que ha convertido en transparente todo lo que se encontraba a su alcance. Desde ese momento Nick vaga por la ciudad, solo y desesperado. Y, lo que es peor, es perseguido por las fuerzas de David Jenkins (Sam Neill), un oscuro agente de la CIA que desea reclutarlo a la fuerza como operativo, ya que la invisibilidad de Nick lo convierte en el asesino y saboteador perfecto. 
A duras penas Nick logra llegar a una casa que Alice posee en la playa. Mientras intenta explicarle lo que ha pasado a la joven los helicópteros de Jenkins se encuentran rastreando la zona. Ambos se encuentran a la fuga y las probabilidades de éxito son demasiado bajas a menos que a Nick se le ocurra algún plan para detener a Jenkins y a su gente para desactivar su estrategia.

## Reparto
| Actor               | Personaje                          | Cargo del personaje en la película      |
| ------------------- | ---------------------------------- | --------------------------------------- |
| Chevy Chase         | Nick Halloway                      | Analista convertido en hombre invisible |
| Daryl Hannah        | Alice Monroe                       | La cita de Nick                         |
| Sam Neill           | David Jenkins                      | Implacable agente de la CIA             |
| Michael McKean      | George Talbot                      | Compañero de trabajo de Nick            |
| Jim Norton          | Dr. Bernard Wachs                  | Doctor responsable de la invisibilidad  |
| Stephen Tobolowsky  | Warren Singleton                   | Agente de la CIA                        |
| Pat Skipper         | Morrissey                          | Amigo de George                         |
| Patricia Heaton     | Ellen                              | Pareja de George                        |
| Sam Anderson        | Presidente del Comité de la Cámara | Presidente del Comité de la Cámara      |
| Shay Duffin         | Patrick                            | El barman                               |
| Donald Li           | Conductor                          | Conductor del Taxi                      |
| Ellen Albertini Dow | Coulson                            | Vecina de Nick                          |
| Paul Perri          | Gómez                              | Ayudante                                |
| Barry Kivel         | Borracho                           | Hombre de negocios borracho             |
| Richard Epcar       | Tyler                              | Ayudante                                |

## Producción
El proyecto de la película fue, en gran parte, un proyecto de vanidad impulsado por Chase que quería hacer una película que supusiera un cambio de registro de sus papeles de comedia hacia proyectos más serios. La productora Warner Bros. pagó 1.350.000 de dólares por los derechos cinematográficos de la novela y, a mediados de los años 1980, William Goldman fue asignado a escribir el guion.
Chase propuso específicamente a Ivan Reitman como director del proyecto. Sin embargo cuando Reitman descubrió que el guion no sería el de una comedia al uso se retiró de la película. Goldman dejó el proyecto diciendo: "Yo soy demasiado viejo y demasiado rico para esta mierda." Posteriormente afirmó que Mark Canton, director del estudio, no pagó a William Goldman por todo su trabajo en el guion provocando que Goldman los demandase. Pese a ello apareció acreditado.
Como solución de emergencia se le ofreció a John Carpenter la dirección de la película aunque el realizador nunca mostró mucho entusiasmo. A diferencia de otras películas de su filmografía Carpenter no incluyó su nombre en el título ya que argumentó que tanto las productoras, Warner Bros. y Regency Enterprises, como el actor Chevy Chase no le permitirían tener el control de producción y realización como venía siendo su práctica habitual. La principal motivación fue para volver a trabajo en una producción de alto presupuesto con una productora cinematográfica de relevancia, tras el fracaso comercial de su anterior película Big Trouble in Little China (Golpe en la pequeña China) (1986). Carpenter nunca tuvo un control total de lo que hacía en el film, fue apartado de la sala de montaje, e incluso se incluyó un final alternativo que muestra el nacimiento del hijo de Alice y Nick.
También destaca porque es una de las pocas películas de John Carpenter en la que no compone la música, labor que recayó en Shirley Walker. No sería la primera vez que una película de Carpenter cuenta con música de otros compositores, como Ennio Morricone en The Thing (La cosa) (1982) o Jack Nitzsche en Starman (Starman, el hombre de las estrellas) (1984). De hecho Walker volvería a trabajar con Carpenter como coescritores de la partitura para Escape From L.A. (2013: rescate en L.A.) (1996).

## Recepción
La película llegó al segunda posición en los Estados Unidos la primera semana de su estreno. Sin embargo en su recorrido por salas de cine recaudó algo más de 20 millones de dólares prácticamente la mitad de su presupuesto.
Por su parte recibió generalmente críticas negativas aunque muchos críticos alabaron los efectos especiales, la dirección y el trío protagonista, pero criticaron todo lo concerniente al guion: pobre diálogos, bastante flojo, sin desarrollo de los personajes y una historia genérica sobre la figura del hombre invisible. En Rotten Tomatoes tiene una calificación del 23%. Roger Ebert le concedió al film 2 estrellas sobre cuatro, argumentando: "La trama es perezosa y convencional. Lo que es bueno acerca de la película son sus principales protagonistas." Desson Howe, del The Washington Post argumenta que: "no es una película. Es una crisis de identidad. Pretenden hacernos creer que es una comedia surrealista. Pero los chistes son pocos y mediocres. Y si se trata de una comedia, ¿por qué la está dirigiendo John Carpenter? Este es el hombre que hizo Halloween. (...) si Memorias se quiere tomar en serio, ¿por qué esta Chevy Chase como protagonista principal? Este es el hombre que protagonizó National Lampoon's European Vacations".
Una vez se publicó la versión en DVD para el mercado doméstico el crítico de Film Freak Central Bill Chambers enfatizó el film por sus efectos innovadores y espectaculares.